# Ichneumon hospitus
Ichneumon hospitus es una especie de insecto del género Ichneumon de la familia Ichneumonidae del orden Hymenoptera.

## Historia
Fue descrita científicamente por primera vez en el año 1867 por Cresson.